# Gerard Hijlkema
Gerard Hijlkema (Groningen, 14 februari 1946 – Acapulco (Guerrero), 26 maart 2002) was een Nederlands hockeyer en voetballer. 
Hij speelde eind jaren zestig hockey voor HMC uit Haren (Groningen). Hij presteerde daar zo goed dat hij werd opgeroepen voor de Olympische Zomerspelen van 1968 in Mexico. Hij speelde daar vier interlands.
Hij maakte vervolgens de overstap naar het voetbal en trainde bij DWS. In 1970 ging hij bij GVAV spelen wat overging in FC Groningen waar hij in de seizoenen '71-'72 en '72-'73 tot vijftien duels in de hoofdmacht kwam.  Vervolgens speelde hij in Mexico voor CF Atlante (1973/74) en - onder de naam Gerald Hylkema - in de Verenigde Staten voor San Antonio Thunder (1975, NASL), Golden Bay Bucaneers (1976, ASL), Oakland Buccaneers (1977/78, ASL), Sacramento Gold (ASL) en Golden Gate Gales (1980, ASL).
Hijlkema had een voetbalschool in de Californische hoofdstad Sacramento, trainde in het Amerikaanse en Mexicaanse amateurvoetbal en op scholen en vestigde zich later in Mexico. Hij overleed in het voorjaar van 2002. 